# Rutger Gunnarsson
Rutger Gunnarsson (Linköping, Švedska, 12. veljače 1946. – Stockholm, Švedska, 30. travnja 2015.) bio je švedski glazbenik, bas-gitarist, gitarist, aranžer i producent. Gunnarsson i Ola Brunkert jedini su dodatni glazbenici koji se pojavljuju na svakom albumu ABBE.

## Životopis
Karijera mu započinje 1961. godine, dok je zajedno s Björnom Ulvaeusom radio u sastavu Hootenanny Singers. Kasnije, postao je stalni dodatni član švedske pop grupe ABBA, pojavljujući se na svakom albumu i koncertu grupe. Nakon raspada grupe radio je na nekoliko glazbenik projekata. Također je svirao bas-gitaru i za druge sastave te je neke i producirao.